# 蔡衍明
蔡衍明（1957年1月30日—），字明剛，臺灣企業家，是旺旺集團創辦人，也是中國時報集團與中天電視的最大股東，亦曾是香港亞洲電視第三大股東。蔡衍明接手中時集團一年後，改名為旺旺中時媒體集團。

## 早年生活與背景

### 家族背景
蔡衍明出生於臺北市大稻埕，祖籍福建省泉州府晉江縣石獅；出身於蔡合源家族，曾祖父蔡文道、祖父蔡戲及父蔡仕（另有傳為蔡賜）皆為富商。
蔡文道出生於清末的泉州石獅，並在其子蔡戲三歲時舉家來渡臺移民至大稻埕經商。蔡戲後來子承父業繼續從商，日治時期於臺北州新莊郡鷺洲庄三重埔（今新北市三重區）經營「合源紙廠」，開創「蔡合源商號」。蔡仕繼承父祖龐大基業續為富商，在國民政府時期從事金屬回收業。蔡衍明出生時，其父大部份業務已轉為專注經營利潤豐厚的電影業，開辦「中央戲院」並取得大量日本電影在台灣的首映權。由於日本文化依然在台灣根深蒂固，加上當時電視廣播仍未出現，戲院經常人山人海、生意興隆。「中央戲院」業務於1960年代開始上軌道以後，蔡仕繼續拓展業務，開設宜蘭食品廠及麗都游泳池，並私人捐贈台灣第一座公共圖書館。
蔡衍明的母親是來自萬華的陳招，陳家是望族，擁有像是「大洋塑膠」等老牌上市公司。陳招嫁給蔡阿仕之後，主要為家中總管。蔡阿仕與陳招共育有2男6女，長女為蔡澄江，蔡衍明是最小的兒子。相差20歲的胞姊蔡澄江為旺普建設董事長；姐夫鄭俊達則為臺大醫院名醫，曾任中山醫院院長。兄長蔡衍榮是神旺飯店集團董事長。兄弟感情融洽，但政治立場南轅北轍，蔡衍榮傾向臺灣主體意識，但蔡衍明則傾向大中華主義藍營。

### 早年
蔡衍明父親蔡阿仕於戰後初年經營回收金屬生意有成，白色恐怖時期蔡阿仕遭外省官吏以「私藏軍火、高射砲」逮入警備總部看守所，欲以叛亂罪構陷，蔡阿仕之妻蔡陳招，利用大筆金錢疏通方使蔡阿仕獲釋。蔡阿仕冬至被捕，舊曆正月十四日方獲釋，大罵「外省人害我在籠子（臺語黑話，指監獄）內過年啦！」從此不喜外省人，盡可能不跟外省人交談，只要跟外省人講話，一定會向家人解釋自己是不得已的：「不是我愛跟外省人講話」，蔡衍明幼年也因而受影響，不自覺地厭惡外省人，常常與外省籍的孩子鬥毆。
蔡衍明少年時有數理天分，高中聯考蔡衍明的數學接近120分的滿分，只因為一題証明題未依照標準格式，被略扣幾分，其他科目也不錯。但因國文分數太低，尤其作文，因而由預估的北聯前三志願，跌至板橋高中。對此，蔡衍明怪罪他父親，說是父親太反對外省人與國民黨的緣故，不讓他好好讀國文，才會看不懂作文題目。
原本有強烈省籍情結的蔡衍明，卻在就讀板橋高中時，與同班的外省籍同學貝克偉結為好友。貝克偉因忘記帶運動服的細故得罪班導師，蔡衍明幫貝說話。班導師請軍訓教官出面處理，軍訓教官不問青紅皂白，就直接要處罰蔡、貝兩人。蔡一怒之下，向教官說：「不然我們來單挑好了！」教官因而以「恐嚇師長」為由，逼他轉學，蔡衍明一怒之下，直接放棄學業，直接進入商場打拚。19歲就到父親的宜蘭食品廠，接管魚罐頭生意，隔年當上「少董」總經理。

## 事業發展
1962年，蔡阿仕之友人，在宜蘭縣冬山鄉設立宜蘭食品廠，從事罐頭食品的代工與外銷。
1976年經營權由蔡阿仕接手。蔡衍明當年年僅19歲，學歷只有高中肄業，即參與公司營運。
1977年蔡衍明升為總經理，接掌公司的經營權。然而缺乏經驗與能力的蔡衍明不久便遇上大虧損，該公司推出的「浪味魷魚絲」造成公司慘賠新臺幣1億元以上，在當時為天文數字。
1979年開始藉由自創品牌「旺仔」重新開拓臺灣市場。之後因看好日本米果有市場發展性，與日本米菓大廠岩塚製菓合作，並親自找上岩塚公司的老闆槙計作拜師學藝，取得岩塚公司的技術授權。當時蔡衍明為了新產品名字而困惱。他到北海岸石門十八王公廟，看到義犬塑像時浮現靈感，加上他回憶起以前的寵物，便把狗叫聲諧音「旺旺」作米果與公司名。「旺旺仙貝」獲得極大的成功，廣告宣傳有效結合臺灣民間信仰的祭拜習慣，在臺的市場佔有率一度高達95%，迫使老牌食品大廠統一與義美相繼退出競爭。1983年，商標定名為「旺旺」。
1992年，蔡衍明到中國大陸發展，經營香港上市公司中國旺旺控股有限公司。自此，90%市場皆來自於中國，後來買下中視、中天、中國時報、工商時報，並將中時集團改名為旺旺中時媒體集團。
2020年，《福布斯》公佈的2020年台灣50大富豪，蔡衍明合計淨資產達70億美元（約新台幣2114億元），排名第3 

## 旺旺中時
2008年11月，旺旺集團總裁蔡衍明以其個人名義入主中國時報集團，蔡衍明表示將概括承受中時負債，沒有員工資遣，也沒有年資結算問題。蔡衍明表示，接手中時集團是因為有社會責任，他希望接手之後，繼續弘揚時報集團的價值理念。

2008年12月5日，蔡衍明買下中時集團後，曾面見國台辦主任王毅，說明收購中時集團，是希望兩岸關係發展、並表示「我們都有依照上面的指示，好好報導祖國的繁榮」；王毅則回稱國台辦願意全力支援中時集團。這次會談在旺旺集團於中國發行的內部刊物《旺旺月刊》發表後，《天下》雜誌以該文為據，撰寫了〈報告主任，我們買了《中時》〉的報導，這次訪談才公諸於眾。何清漣在其著書《紅色滲透：中國媒體全球擴張的真相》中，將蔡衍明的「報導」發言，形容為「服從北京旨意的名言」。
2009年，中時集團與旺旺集團正式整合為「旺旺中時媒體集團」(Want Want China Times Media Group)，成為一個橫跨食品、媒體等產業的企業集團。
蔡不諱言自己確實要求中時「不應批評總統與政府官員」，因為「公司老闆不好，你應該做的是離開公司，而不是批評老闆，馬英九就像是大家選出來的老闆，所以我覺得不應該批評」。
2010年，中時總編輯夏珍因於頭版頭條報導臺灣海峽交流基金會主管稱中國大陸海協會長「陳雲林是C咖」被蔡衍明認為「冒犯了人、傷害了我」而遭到撤換。 2019年，蔡衍明在自己的Youtube頻道上澄清當初換掉夏珍完全與「陳雲林是C咖」這篇報導無關，實際上這篇報導的撰寫人為王銘義，他個人從未針對這篇文章過問或是責怪過王銘義本人，而夏珍撤換則是另有其他原因，並非如先前報導所猜想的那樣。

### 拒絕中時運動
2012年1月22日，中國大陸民運人士王丹對美國《華盛頓郵報》刊載一篇對旺旺集團總裁蔡衍明的專訪內容，在自己的臉書粉絲專頁《王丹網站》上提出批判，公開指稱蔡衍明對於「中國民主」與「六四」的問題發表「顛倒黑白」的言論，並且將拒買旺旺集團旗下的《中國時報》。
2012年1月31日，旺旺集團總裁蔡衍明透過旗下《中時電子報》帳號，在王丹的臉書粉絲團正式公開對本事件，提出說明與回應。蔡衍明的公開回應如下：
|  | 王丹先生，您好： 我是旺旺集團總裁蔡衍明，針對你在網路上對我個人的指教批判，我有一些想法，請你參考。 我相信你自年輕的時候即是有理想、有遠見及有衝勁的青年，因此在六四事件爆發當時，你能夠展現充分的自信，扮演一位領導者的角色。然而，身為領導者一定有其判斷力及獨立思考的基本自我要求；同樣的，我身為旺旺集團的負責人，也跟你一樣，用嚴格的標準要求自己，請您試想我會在國際媒體的訪問當中，講出如此未經思考的「簡單」言論？ 你根據華盛頓郵報的片面報導，即針對我個人提出各項評論及批判，我想請你向華盛頓郵報的撰稿記者Andrew Higgins，查證我的談話內容錄音全文。如果我的本意及談話內容，對於六四事件不幸受難的大陸同胞有不尊重，或有任何對不起臺灣同胞的地方，我願意鄭重道歉。相對地，你是否也應該還我一個清白公道？ 對於華盛頓郵報斷章取義，片面曲解我的訪談內容，我會去函要求還原真相並作適當處理。這兩天未經查證即對我做出批判的部份資深評論家，我也會誠懇主動邀請他們和我面對面溝通，以釐清事實原委。 謝謝你的指教，也希望這次事件的真相能早日大白，避免任何的扭曲及誤解。 旺旺集團總裁 蔡衍明 |

2012年2月1日，澄社、台灣人權促進會、台灣守護民主平台、民間司法改革基金會、台灣民間真相與和解促進會、台灣媒體觀察教育基金會、台灣新聞記者協會、媒體改造學社等立即發表「在公開平台上釐清事實真相─給蔡衍明總裁的一封公開信」，表示各自推派代表參與，更將邀請中國大陸海外民運人士透過視訊參與，並開放給所有媒體採訪，要求與蔡衍明先生進行對話。
2012年2月6日，澄社、媒觀、民主平台、人權團體等六十六名學界、文化界人士，並於台灣連署資源運籌平台發起「當中時不再忠實，我們選擇拒絕－－拒絕中時運動」，他們表示：
|  | ... 事實上，《中國時報》自蔡先生入主後所展現許多「積極排除不利中國言論」之「自我審查」事例，早已引起知識界的嚴重質疑。蔡先生以其在中國所取得之資本，搖身成為台灣媒體集團大亨後，在華郵所發表之為中國打壓民主、踐踏人權種種極權行徑擦脂抹粉的荒謬言論，更印證我們對於中國企圖透過直接間接掌控我國媒體，操縱台灣公共輿論與市民認知的憂慮。... 然而，時至今日，挾著其在中國取得資本入主中國時報的蔡先生，竟公然作出完全悖離事實的荒謬言論！蔡先生更赤裸地以編輯人事任命殺雞儆猴，踐踏新聞專業自主、干預內部新聞自由，使對於台灣社會民主守護與自由防衛扮演關鍵角色的媒體公器，淪為媒體老闆為追求個人利益，用以恫嚇民主、壓制自由的幫凶工具，我們只能挺身向這樣恐已難稱為「媒體」的「媒體」說「不」！ 既然今日由蔡先生公然操控的中國時報，已不再忠實，不僅對蔡先生的離譜行徑悶不作聲，更棄守自己作為民主社會媒體公器所應肩負的職責，自甘墮落成為商人迎合極權政體的傳聲筒，我們只能選擇向「中時」說「不」！今後，我們將拒絕在中時媒體發表文章，直到它重新拾回「媒體資格」的那一天。為了捍衛我們所共同珍惜的價值，我們也大聲呼籲更多知識界的朋友加入「拒絕中時」的行列！ |

2012年2月10日，為回應《華盛頓郵報》專訪的輿論風暴，蔡衍明先生在《中國時報》以名為《關心大陸民主，中時依舊忠實》社論公開聲明，再次向外界澄清與解釋。仍強調華郵記者刻意曲解發言，要求該名記者澄清，但對方置之不理。蔡衍明先生強調自己看到相關報導後，立即嘗試尋求當面溝通、解釋的機會，但數個團體要求必須「公開對談」，並且「指定題目」，蔡衍明先生認為這種形同「公審」的方式，抹殺其願意溝通的誠意。
針對蔡衍明的言論風波，《中時》與《蘋果》各刊出不同學者的意見。「拒絕中時」行動的發起學者包括澄社社長黃國昌、台大新聞教授所張錦華、台大經濟系教授鄭秀玲與林惠玲等人，於《蘋果》聯名要求NCC針對旺旺中時集團旗下頻道啟公聽並嚴格審查內部新聞自主機制問題；文化大學廣告系教授紐則勳則於《中時》論述，「拒絕中時」行動僅針對《中時》有欠公允，他認為監督媒體該一視同仁。

## 旺旺中時併購中嘉案
蔡衍明收購中國時報集團，合併成為旺旺中時媒體集團後，欲以新臺幣700多億元收購擁有11有線電視系統的中嘉集團，若該案成立，將成為全亞洲近五年來最大一宗媒體併購案。因部分人士、學者、團體與媒體持反對態度，並以該案可能造成壟斷，不僅於國家通訊傳播委員會為此案召開數次聽証會及公聽會中，提出反對意見，更於外界發表輿論與抵制活動，導致購併存有相當爭議。

## 台灣壹傳媒出售案終破局
因《壹電視》遲遲未能在台成功上架，面臨開台後卻無頻道可播放的窘境，嚴重影響收入，台灣壹傳媒為此虧損達新台幣一百億元。2012年４月初，開始出現黎智英有意出售台灣壹傳媒（台灣壹週刊、台灣蘋果日報、台灣爽報、壹電視等）的傳言。另外，還有報導，指黎智英打算委託投資銀行，為臺灣壹傳媒找尋買家洽購，其開出的價格為五億美元（約一百五十億新台幣）。
2012年9月4日，壹傳媒集團（282-HK）發出公告，表示已與獨立第三方接洽，並指第三方人士有意購買壹傳媒集團在台灣的平面媒體業務（包括：台灣蘋果日報、台灣爽報及台灣壹週刊），現正進行初步磋商。
2012年10月1日，壹傳媒集團（282-HK）宣布旗下電視業務「壹電視」易主，交易對象為年代集團董事長練台生。
2012年10月5日上午10時51分，壹傳媒集團（282-HK）宣布停牌（股票暫停交易）並發表公告，承認跟獨立第三方初步討論有關出售其台灣的平面媒體業務（包括：台灣蘋果日報、台灣爽報及台灣壹週刊），但強調沒有議定任何具體條款，包括出售價，亦無簽訂任何協議。之後，10月8日上午9時正，壹傳媒（282-HK）復牌（恢復交易）。
2012年10月16日上午9時，壹傳媒集團（282-HK）再次停牌並公布股價敏感資料。壹傳媒集團（282-HK）決定將台灣所有媒體業務（包括壹電視、台灣蘋果日報、台灣爽報、台灣壹週刊）售予中國信託慈善基金會董事長辜仲諒,交易總金額新台幣175億元。辜仲諒已支付10%的訂金、新台幣17.5億元。另，據壹傳媒（282-HK）於港交所網站公告，交易雙方同意在2012年11月17日或之前簽署正式協議及法律文件，並在2012年12月17日或之前完成交易。
此交易消息隨即震驚各界。由於總金額高達新台幣175億元，據台灣媒體報導，辜仲諒除了自己掏錢外，辜還邀請台塑集團總裁王文淵以及一個新加坡私募基金一起合作出資。2012年10月16日上午，台塑高層在接受中央社採訪求證時，承認洽購台灣壹傳媒的傳言，並強調金額超過3億元的投資需要董事會同意，所以要等到11月14日開完董事會後才可定案。
2012年10月17日《聯合報》報導，指洽購台灣壹傳媒的三大資金之中，新加坡私募基金主要源自旺中集團總裁的蔡衍明；更指黎智英對於蔡衍明參股一事知情。對此指控，黎智英措詞強硬地指，這說法是污衊他的人格，在交易時已問清楚不是蔡衍明才成交。中信金控發言人表示不清楚辜仲諒的收購過程，亦否認蔡衍明介入；至於台塑集團發言人表示對此說法不知情。
台灣蘋果日報工會、台灣壹週刊工會亦憂心編輯台自主問題，希望新東家可以簽署編輯室公約，維持現有編輯運作模式，同時亦擔心淪為業配媒體。
此外，民進黨立法委員管碧玲、黃偉哲在立法院經濟委員會提交議案，要求公平會針對旺中集團總裁蔡衍明併購台灣蘋果日報涉及報紙產業壟斷的問題，召開公聽會依法調查，該議案在2012年11月15日獲得通過。民進黨也表示將會發起「第二次反旺中行動」，時任黨主席的蘇貞昌指若沒有健全的媒體環境、新聞自由，民主就將落空，而且壹傳媒交易案背後有中共透過代理人掌控台灣輿論進行洗腦的嫌疑，牽涉到台灣安全。
2012年11月13日，台灣金融管理監督委員會（下稱金管會）否決辜仲諒入主台灣壹傳媒的計劃。金管會指出，辜仲諒家族對中國信託金融集團有實質控制權，依據「產金分離」政策，禁止金融業入主媒體等產業，也不能當壹傳媒代表人，辜若想參與投資，股份不得超過20%，意味著該交易案已出現變數。礙於台灣現行法規，出售台灣壹傳媒一案若要確保交易順利完成的話，必須要改由台塑集團主導才行，買方的持股比例也要再調整過。辜仲諒透過友人表示尊重金管會的決定。
2012年11月14日上午10時08分，壹傳媒集團（282-HK）宣布停牌。時任壹傳媒發言人Mark Simon透過電子郵件回覆媒體詢問時表示，出售壹傳媒集團在台灣的媒體業務仍在進行，集團不會就台灣監管機構的政策作出評論。
2013年3月25日，辜仲諒、王文淵、蔡衍明等買家決定不再續約，喧騰一時的台灣壹傳媒交易案正式破局。
之後年代集團在4月15日再次以新台幣14億元買入壹電視，壹電視2013年6月1日正式脫離壹傳媒、轉手年代集團。
壹傳媒集團主席黎智英表示，不會再賣臺灣《蘋果日報》與《壹週刊》等平面媒體。
2013年6月13日，文化大學授與蔡衍明名譽商學博士學位。

## 政治主張
2018年，蔡衍明提出《無色覺醒─愛台十大主張》。其中「無色」一詞起源於台灣人口有九成以上為無黨籍，故以此為出發點作為其主張之背景。十大主張為：
- 第一點，「認同兩岸一家親，同根同源，台灣人就是中國人」，就是要台灣跳脫意識形態鬥爭，讓兩岸民眾擁有更多契機了解彼此、融合為一體。
- 第二點，「取消兩岸交流的各種障礙，幫助台灣人認識現在的共產黨，大陸人理解台灣的需求，以達到兩岸人民心靈契合，政經融一」。
- 第三點，「摒棄政黨惡鬥，讓海峽兩岸各黨比賽愛台灣」。
- 第四點，「擁護海峽兩岸和平發展，願以開放態度，討論未來兩岸人民能接受的統一步驟與模式」。
- 第五點，「全力拚經濟支持陸資來台投資，並與外資享有同等待遇」。
- 第六點，「即刻改善司法，重振司法威信，健全法治體系」。
- 第七點，「支持依法執行死刑，維護法律尊嚴，保障人民安全」。
- 第八點，「努力維護中華傳統優良文化，讓課綱正常化」。
- 第九點，「支持重啟核四，減少核電、增加綠電，以務實態度逐步完善能源結構」。
- 第十點，「維護基本人權，平等對待陸生與陸配」。

### 六四事件坦克人報導失真
2012年11月，《華盛頓郵報》有報導指稱，蔡衍明表示「……這名男子（指六四事件末期擋坦克車男子）沒被殺，顯示大屠殺的報導非事實，我知道並不是真的有那麼多人死掉。...新聞記者是可以自由地做各種批評，但是『在下筆前必須要審慎思考』」，并称「中國在許多地方是很民主的」。蔡衍明于2019年一场公司内部会议中澄清，表示当时接受采访时说的是「六四沒有死這麼多人」，并称當時台灣報紙「都是寫死一、二萬人，所以才說沒死這麼多人，這樣也有辦法做文章」。

### 國籍認同
2008年在神旺飯店蔡衍明接受商業周刊記者專訪。記者問：「你現在是哪裡人？」，蔡回「台灣人，我是除籍啦，這樣稅金（贈與稅等）卡省！我只有台灣護照，沒有新加坡護照。」

### 主張台灣人應親中，不反共
蔡衍明主張台灣人不應反中，而應該親中。認為反中是威權統治時代蔣介石的信徒，受蔣介石反共影響而成。

### 一國兩制
2017年10月28日，上海東亞研究所舉辦兩岸關係三十年回顧與展望研討會，蔡衍明發表演講，文中提及：「...依《中華民國憲法》兩岸本來就同屬一中，也就是說兩岸憲法都堅持「一個中國」的立場。」，並稱：「習主席對台灣以「兩岸同胞是命運與共的骨肉兄弟、是血濃於水一家人的感情」推動進一步的國民化待遇、增進台灣同胞福祉，以尊重台灣現有社會制度和台灣同胞生活方式，做為推動兩岸關係和平發展、推進和平統一、一國兩制的方針，這種濃濃的親情呼喚，台灣人一定會有感覺的！」。

### 中共資金
2012年，台灣政府發現中國大陸在《中國時報》違法刊登置入性廣告，認定蔡衍明違法收受中共資金，裁定罰款180萬台幣。蔡衍明隨後發布公聽會，承認有收受中共資金、但對廣告不表悔意、並辯護自己收受中國資金的作法。
國立臺灣大學新聞研究所教授張錦華批評蔡衍明合理化置入性廣告是欺騙讀者、並在傷害新聞的可信度。台灣媒體觀察教育基金會之後以該發言為由，夥同數十位新聞傳播系所學者召開記者會，聯名反對旺旺中時併購中嘉案。

### 郭台銘斥蔡衍明黑郭只為跟國台辦邀功
2019年6月10日，鴻海集團董事長郭台銘召開記者會，表示今日台灣各大報紙頭條皆是香港反送中遊行，僅有旺旺集團的《中國時報》在「黑郭」，因為旺旺集團董事長蔡衍明不甘心把首富讓給他。6月26日，郭台銘參觀佛陀紀念館時，以手指猛戳中天電視記者王書泓，嗆其老闆（蔡衍明）當國台辦狗腿。

## 香港亞洲電視台股權風波
2009年末，中國大陸商人王征有意入股香港亞洲電視，亞視股東之一查懋聲因而發行相關可換股債券，但股權的轉讓卻引起亞視另一大股東蔡衍明的強烈不滿。蔡衍明指當初投資亞視，是基於查懋聲邀請，大家已經訂立未來轉讓股權的合約，但其後查並沒有履行合約，甚至向其他股東（王征）發行可換股債券，企圖攤薄蔡的亞視股權，令自己感到沒面子。當初，查懋聲還表示「不想做了（亞視）」，想他接手，但到最後查懋聲卻出爾反爾，阻撓他增持亞視，因此蔡衍明在2010年3月4日入稟法院，控告查懋聲、查懋德、蔡衍明3人共同持有的Antenna Investment Ltd.，以及查氏的法律顧問Peter George Brown。
查懋聲表示，對於蔡衍明竟然對簿公堂，感到痛心，指責蔡衍明「無理取鬧」，但蔡衍明在查懋聲回應後，以臺語「吃人夠夠」（意即「欺人太甚」）來形容查懋聲的舉動，但表示可和王征合作。幾日後星島新聞集團主席何柱國突然出席記者會，指責查懋聲於當年商討收購星島時的生意手法，並表態支持蔡衍明。
現時蔡衍明持有香港亞洲電視股份，如他們的招牌節目ATV焦點。

## 控告台灣維基媒體協會
2024年，蔡衍明因不滿維基百科本條目中指稱他「為向中國共產黨示好」而收購中視、中天及中國時報的描述，對台灣維基媒體協會提起民事訴訟，要求協會允許他自由編輯相關內容。蔡衍明認為，維基百科上的內容嚴重損害了他的名譽和人格權，因此要求修改。台灣維基媒體協會則回應維基百科是由全球用戶共同編輯的，協會並無權干預或管理內容，所以也不可能按照蔡衍明的要求置入訊息。
台北地方法院判決蔡衍明敗訴，理由是協會並不管理中文維基百科網站，無法對其內容進行干預。法院指出，維基百科的開放性使任何人都能編輯，不過蔡衍明曾進行的編輯因「破壞性」及「宣傳性質」等原因被其他編輯回退，所以協會並未限制蔡衍明的編輯權。全案仍可上訴。

## 個人生活

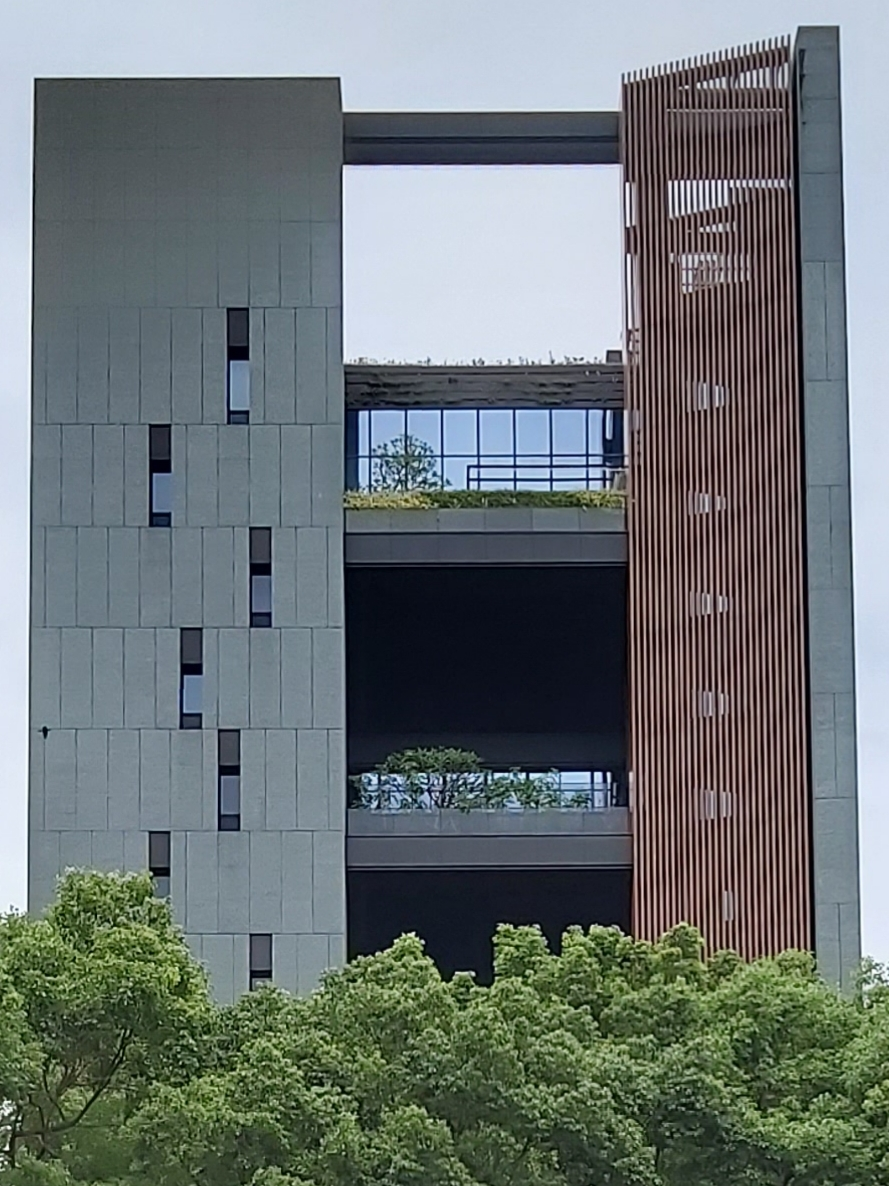
蔡衍明買下「中和羊毛大樓」後改建的自宅——「人旺敦南大樓」。

蔡衍明20歲結婚，但於三年後旋即離婚。他在自傳《口中之心》一書中自承：「我年輕時是個playboy（花花公子）。」他與七名女子育有十名子女，其中包括長女蔡紹云、長子蔡紹中、次子蔡旺家、次女蔡旺洳及三子蔡旺庭，他最小的孩子，大約是2010年或2011年出生。
蔡紹中承襲蔡衍明的婚姻價值觀，2014年33歲時育有一子，但蔡紹中對外仍以「女朋友」來介紹孩子的媽。蔡紹中2001年畢業於加拿大國際學校。蔡紹中是中國旺旺副董事長並兼任友聯產物保險董事、旺旺中時媒體集團總裁。
蔡衍明2010年前以新臺幣25.2億元天價購得臺北東區的「中和羊毛大樓」，拆除後重建為地下5層、地上14層，共17戶，1、2樓為店面，剩餘為單層單戶的豪宅。

## 外部連結
- 蔡衍明的Facebook專頁
- YouTube上的蔡衍明頻道
- . 時報周刊.   [2012-08-08]. （原始内容存档于2012-10-01） （中文（臺灣））.
- . 時報周刊.   [2009-01-30]. （原始内容存档于2010-12-26） （中文（臺灣））.
- 何清漣. . 關鍵評論. 2019年3月25日  [2019年6月25日]. （原始内容存档于2019年4月1日） （中文（臺灣））.
- 高立南. . 今週刊. 2019年6月14日  [2019年6月25日]. （原始内容存档于2019年8月28日） （中文（臺灣））.